# Carl von Ossietzky
Carl von Ossietzky (Hamburgo, 3 de outubro de 1889 — Berlim, 4 de maio de 1938) foi um jornalista, escritor e pacifista alemão. Foi agraciado com o Nobel da Paz de 1935.
Em 1912, Ossietzky juntou-se a sociedade alemã de paz, mas foi conscrito no exército e serviu durante a Primeira Guerra Mundial. Em 1920 tornou-se secretário da sociedade, em Berlim. Ossietzky ajudou a fundar a organização Nie Wieder Krieg (chega de guerra), em 1922 e tornou-se editor do  Weltbühne, um semanário político liberal, em 1927, onde uma série de artigos dele desmascarou preparativos secretos dos líderes do Reichswehr (exército alemão) para o rearmamento. Acusado de traição, Ossietzky foi condenado em novembro de 1931 a prisão por 18 meses , mas foi concedida anistia a ele em dezembro de 1932.
Ossietzky era contra o militarismo alemão  e o extremismo político de esquerda ou de direita. Quando Adolf Hitler  se tornou Chanceler da Alemanha  em janeiro de 1933, Ossietzky tinha retomado sua editoria, em que ele atacou intransigentemente os nazistas. Firmemente, recusando-se a fugir da Alemanha, ele foi preso em 28 de fevereiro de 1933 e enviado para um campo de concentração em Esterwegen-Papenburg. Depois de três anos de prisão e tortura, Ossietzky foi transferido em maio de 1936 para um hospital da prisão em Berlim pelo governo alemão.
Em 24 de novembro de 1936, Ossietzky recebeu o prémio Nobel da Paz de 1935, enquanto estava detido. O prêmio foi interpretado como uma expressão de censura ao  nazismo em todo o mundo. Hitler considerou a atribuição do prêmio a Ossietzky como um ato ofensivo e sua resposta foi um decreto proibindo os alemães a aceitar qualquer prêmio Nobel. Morreu de tuberculose em 4 de Maio de 1938, sem ter recebido o valor do prêmio, que desapareceu nas mãos de um advogado de Berlim.